# المعالجة الحرارية بعد اللحام
المعالجة الحرارية بعد اللحام ( PWHT ) هي عملية يتم فيها إعادة تسخين المواد التي تم لحامها إلى درجة حرارة أقل من درجة حرارة التحول الحرجة المنخفضة، ثم يتم الاحتفاظ بها عند درجة الحرارة هذه لفترة زمنية محددة. يشار إليها غالبًا على أنها أي معالجة حرارية تتم بعد اللحام لكنها في صناعات النفط والغاز والبتروكيماويات والنووية ، فإن له امعنى محدد. غالبًا ما تتطلب رموز الصناعة، مثل ASME اوعية الضغط و رموز الانابيب، تتطلب معالجة حرارية الزامية لما بعد اللحام على مواد معينة لضمان تصميم آمن والحفاظ على الخواص الميكانيكية والمعدنية.
ترجع الحاجة إلى المعالجة الحرارية بعد اللحام في الغالب إلى الضغوط المتبقية والتغيرات الهيكلية الدقيقة التي تحدث بعد اكتمال اللحام. حيث ان أثناء عملية اللحام، يكون هناك تدرج في درجة الجرارة العالية بين معدن اللحام والمادة أو المعدن الام ( المادة الملحوم بها). عندما يبرد الجزء الملحوم، يتشكل ما يسمى بـالإجهاد المتبقي . بالنسبة للمواد السميكة، من الممكن ان تصل هذه الضغوط إلى مستويات غير مقبول وتتجاوز الضغوط المصمم عليها (ضغوط التصميم). لذلك، يتم تسخين الجزء الملحوم إلى درجة حرارة محددة لفترة معينة من الوقت لخفيض هذه الضغوط إلى مستوى مقبول. بالإضافة إلى الضغوط المتبقية، تحدث تغييرات مجهرية بسبب درجات الحرارة المرتفعة الناجمة عن عملية اللحام. يمكن أن تؤدي هذه التغييرات المجهرية إلى زيادة صلابة المادة وتقليل المتانة والليونة . يساعد استخدام المعالجة الحرارية بعد اللحام في تقليل أي مستويات صلابة متزايدة وتحسين المتانة والليونة إلى مستويات مقبولة وفقا للتصميم.
يعود تحديد المتطلبات في أوعية الضغط ورموز الأنابيب إلى التركيب الكيميائي للمادة وسمكها. سوف تتطلب الرموز مثل ASME Section VIII و ASME B31.3 أن يتم معالجة مادة محددة بعد اللحام بالحرارة إذا كانت أكثر من سمك معين. تتطلب الرموز أيضًا المعالجة الحرارية بعد اللحام استنادًا إلى التركيب الهيكلي الدقيق للمواد. يعتمد القرار النهائي في تحديد الحاجة إلى المعالجة الحرارية بعد اللحام على الاستخدام المرجو من المكونات، إذا كان الاستخدام قد ينتج صدع تآكل الإجهاد. في مثل هذه الحالات، المعالجة الحرارية بعد اللحام إلزامي بغض النظر عن سمك المواد.

## تطبيق
تعد معدلات التسخين ووقت الإبقاء على التسخين ودرجات الحرارة ومعدل التبريد جميعها متغيرات مهمة تحتاج إلى التحكم والمراقبة الدقيقة، أو قد لا تتحقق التأثيرات المرجوة من العملية  عندما تكون عملية المعالجة الحرارية بعد اللحام إلزامية عند وجود رمز صناعة معين، يتم تحديد الاحتياجات اللازمة لهذه المتغيرات طبقا للرمز الصناعي.

### تدفئة
تعتمد معدلات التسخين عند إجراء المعالجة الحرارية بعد اللحام عادةً على سمك المكونات ويتم تحديده بواسطة الرموز. إذا لم يتم تنفيذ معدل التسخين بشكل صحيح، إما عن طريق التسخين بسرعة كبيرة أو غير متساوية، فقد تصبح التدرجات الحرارية داخل المكون ضارة بالمكون. نتيجة لذلك، قد تحدث تشققات اجهاد ويمكن أن تتشكل الضغوط المتبقية التي لم تنشأ سابقًا عندما يتم تبريد المكون إلى درجة حرارة المحيط.

### درجة الحرارة والوقت
الوقت والحرارة يتم التحكم بها نسبة للمادة وسمكها. فيما يتعلق بسمك المواد، هناك حاجة إلى الإبقاء على مدة أطول من التأثير الحراري. هذا للسماح للمواد بالوصول إلى حالة مستقرة حيث يكون توزيع ومستويات الضغوط أكثر تناسقًا. درجة حرارة الثبات هي تلك درجة حرارة مرتفعة بما يكفي لتخفيف مستويات الإجهاد المتبقية، لكنها لا تزال أقل من درجة حرارة التحول المنخفضة. بالإضافة إلى الحد من الإجهاد، تسمح درجات الحرارة العالية تحت درجة حرارة التحول بتحولات مجهرية، مما يقلل من الصلابة ويحسن ليونة. يجب توخي الحذر الشديد لعدم تسخين المكون فوق درجة حرارة التحول المنخفضة، حيث يمكن أن تؤدي إلى آثار معدنية و ميكانيكية ضارة. بالإضافة إلى ذلك، يجب ألا تكون درجة حرارة التثبيت أكبر من درجة حرارة التهدئة الأصلية إلا إذا تم إجراء اختبار ميكانيكي لاحق. التمسك بدرجة حرارة التهدئة الأصلية يمكن أن يقلل من قوة المواد إلى أقل من الحد الأدنى المطلوب من ASME المقبول من التصميم.

### تبريد
كما هو الحال مع معدل التسخين، يجب التحكم في معدل التبريد، لتجنب أي تدرجات حرارة ضارة قد تسبب تشققًا أو إدخال ضغوط جديدة أثناء التبريد. بالإضافة إلى ذلك، يمكن أن تزيد معدلات التبريد السريع من الصلابة، مما قد يزيد من التعرض للتكسر والهشاشة.

### تقنية الرصد
عادة ما يتم إرفاق المزدوجات الحرارية بالمكون الذي يخضع لـ المعالجة الحرارية بعد اللحام للتحقق والتأكد من أن معدلات التسخين ودرجات الحرارة الثابتة ومعدلات التبريد تفي بمواصفات الرمز. عادةً ما يتم استخدام برامج الكمبيوتر جنبًا إلى جنب مع المزدوجات الحرارية لمراقبة المتغيرات المذكورة أعلاه وتقديم المؤشرات التي تم تنفيذ المعالجة الحرارية بعد اللحام بشكل صحيح.